# Asyneuma
Asyneuma är ett släkte av klockväxter. Asyneuma ingår i familjen klockväxter.

## Dottertaxa tillAsyneuma, i alfabetisk ordning[1]
- Asyneuma amplexicaule
- Asyneuma anthericoides
- Asyneuma argutum
- Asyneuma babadaghense
- Asyneuma campanuloides
- Asyneuma canescens
- Asyneuma chinense
- Asyneuma compactum
- Asyneuma davisianum
- Asyneuma ekimianum
- Asyneuma filipes
- Asyneuma fulgens
- Asyneuma giganteum
- Asyneuma ilgazense
- Asyneuma isauricum
- Asyneuma japonicum
- Asyneuma junceum
- Asyneuma limonifolium
- Asyneuma linifolium
- Asyneuma lobelioides
- Asyneuma lycium
- Asyneuma macrodon
- Asyneuma michauxioides
- Asyneuma persicum
- Asyneuma pulchellum
- Asyneuma pulvinatum
- Asyneuma rigidum
- Asyneuma thomsonii
- Asyneuma trichostegium
- Asyneuma virgatum